# 富士吉田市立下吉田中学校
富士吉田市立下吉田中学校（ふじよしだしりつ しもよしだちゅうがっこう）は、山梨県富士吉田市にある公立中学校。

## 沿革
- 1947年（昭和22年）4月 - 下吉田町立下吉田中学校として発足[2]。
- 1950年（昭和25年）11月 - 優良施設校として文部大臣より表彰[2]。
- 1951年（昭和26年）3月 - 市制施行により富士吉田市立下吉田中学校と校名変更[2]。
- 1952年（昭和27年）11月 - 校歌を制定し、発表[2]。
- 1953年（昭和28年）12月 - 木造校舎5棟完成[2]。
- 1977年（昭和52年）4月 - 本館鉄筋3階建校舎完成[2]。
- 1984年（昭和59年）3月 - 新体育館落成[2]。
- 1985年（昭和60年）3月 - 南館鉄筋4階建校舎完成[2]。
- 1991年（平成3年）8月 - パソコン室設備設置完了[2]。
- 1993年（平成5年）1月 - 李良枝コーナー設置[2]。
- 1994年（平成6年）3月 - 旧プール解体および跡地のグランド拡張[2]。
- 1994年（平成6年）4月 - 屋内プール竣工[2]。
- 1996年（平成8年）11月 - 創立50年記念式典挙行[2]。
- 2001年（平成13年）3月 - 市営住宅跡地の改修及びグランド拡張工事完了[2]。
- 2004年度（平成16年度）, 2005年度（平成17年度） - 国立教育政策研究所より生徒指導総合連携推進事業の指定[2]。
- 2005年（平成17年）9月 - 体育館屋根塗装工事完了[2]。
- 2005年（平成17年）11月 - ソフトテニスコート完成[2]。
- 2008年（平成20年） - 「問題を抱える子ども等の自立支援事業」の文部科学省・県教育委員会指定協力校[2]。
- 2009年（平成21年） - あじさい30本植樹（敷地内）[2]。

## 周辺
- 富士吉田市立下吉田第二小学校
- 富士吉田簡易裁判所
- 富士五湖文化センター・富士吉田市市民会館
- 富士吉田市立下吉田コミュニティーセンター
- 月江寺駅
- 宮川
- 新倉山浅間公園

## アクセス
- 富士急行線 月江寺駅から徒歩6分。

## 著名な出身者
- 武藤敬司 - プロレスラー
- 田辺徳雄 - 元プロ野球選手 、西武→巨人
- 李良枝 - 芥川賞作家
- 志村正彦 - ミュージシャン（フジファブリック）
- 奥脇達也 - ミュージシャン（アカシック）
- 三浦実夏 - アナウンサー（山梨放送）
- 嶋佐和也 - お笑い芸人（ニューヨーク)
- 渡邊佑樹 - プロ野球選手、福岡ソフトバンクホークス
- かやゆー - ミュージシャン（ヤングスキニー）